# Jürgen Hartmann (Jurist)
Jürgen Hartmann (* 13. Juli 1938 in Bonn) ist ein deutscher Verwaltungsjurist und Politiker (CDU) sowie ehemaliger Landwirtschaftsstaatssekretär in Thüringen.

## Leben
Nach dem Abitur studierte Jürgen Hartmann Rechts- und Staatswissenschaften unter anderem in Bonn und in Paris. Er wurde an der Universität Mainz 1966 zum Dr. iur. promoviert. Beruflich war er ab 1969 als Protokollchef der Landesregierung Rheinland-Pfalz tätig und leitete später ab 1980 das Pariser Büro der Konrad-Adenauer-Stiftung. Ab 1985 war er in Rheinland-Pfalz stellvertretender Leiter der Zentralabteilung im Ministerium für Landwirtschaft, Weinbau und Forsten. Er wechselte nach der Wende in der DDR 1990 als Staatssekretär ins Thüringer Ministerium für Landwirtschaft und Forsten, später für Landwirtschaft, Umwelt und Naturschutz.
Hartmann ist Mitglied der CDU und amtierte von 1995 bis 1999 in Rheinland-Pfalz als ihr Generalsekretär.
Er ist Präsident der in Mainz ansässigen Deutsch-Französischen Kulturstiftung. Seit 1957 ist er Mitglied der katholischen Studentenverbindung KDStV Ascania Bonn; später schloss er sich noch der CV-Verbindung Rheno-Palatia Breslau zu Mainz an.

## Publikationen
- Staatszeremoniell, Köln: Carl Heymanns Verlag, 4. völlig neu bearb. Aufl. 2007